# 常文森
常文森（1935年5月—），辽宁绥中人，自动控制专家、中国磁浮技术首席科学家。现任长沙国防科技大学教授、国家863计划磁浮重大专项专家组副组长，解放军少将军衔。

## 生平
1935年生于辽宁省绥中县，1961年毕业于哈尔滨军事工程学院自动控制专业，1980年起从事机器人技术研究与教学工作。主持的研究项目包括：中国第一台两足步行机器人系统；军用机器人的策划、型谱分析和决策；地面军用智能机器人系统；机器人接触力控制；机器人多手指研究，等等。十几年来一直获863-512主题的支持。以上研究项目多次获得部、委级科技进步一等奖、二等奖，1998年获得国家科技进步三等奖。此外，亦应用机器人技术来解决一些重大设备的某些关键技术问题，如飞行器技术、磁浮列车技术等等，并取得了一些突破。如应用D-H变化解决磁浮列车的机械解耦问题，用机器人任务规划技术解决飞行器的任务规划问题等。
常文森是中国最早一批研究磁悬浮技术的专家，被誉为“中国磁悬浮之父”。1970年代末开始接触常导磁悬浮技术，1980年成功研制中国第一台小型磁悬浮实验装置，1983年制作了一个磁悬浮列车模型。1989年底制成了一台重60公斤、可在10米长的轨道上往返的小型磁悬浮原理样车。1995年研制成功第一台载人单转向磁悬浮列车。
在“八五”国家重点科技攻关计划中，国防科技大学承担了磁悬浮列车核心技术——“悬浮及导向控制技术”的攻关任务，相继突破悬浮导向控制、转向架、总体设计与系统集成等一系列核心关键技术，研制成功磁浮列车原理样车、全尺寸单转向架载人试验运行系统。1999年，与北京控股有限公司合作，推进中低速磁浮交通的工程化应用与产业化。于2001年和2008年建成了长沙204米试验线和唐山1.547公里工程化试验示范线，2001年和2005年研制了试验车和工程化车，2009年5月研制完成一列实用型磁浮列车。
2011年2月，中国首条中低速磁浮交通示范运营线——北京地铁S1线启动建设。这标志着中国中低速磁浮交通系统具备了工程化、产业化实施能力，即将成为世界上继日本之后拥有中低速磁浮交通运营线路的国家。